# ベルタ・フォン・タルノーツィ
ベルタ・フォン・タルノーツィ（Bertha von Tarnóczy-Sprinzenberg 、ハンガリー語表記: Tarnóczy Berta、1846年4月1日 - 1936年3月6日）はオーストリアの画家である。風景画や静物画を描いた。

## 略歴
インスブルックでオーストリア貴族で政府の高官の娘に生まれた。叔父にザルツブルク大司教のMaximilian Joseph von Tarnóczyがいる。修道院が運営する名門学校、Sacré Coeur Riedenburgで学ぶうちから美術の才能は認められた。
父親の多くの各地への旅に同行し、1875年ころにはザルツブルクで風景画家、アントン・ハンシュの遺した作品を模写して修行した。1877年にミュンヘンに移り、女性のための美術学校でイェンナ・バウクとテオドール・ヘルに学んだ。1882年にミュンヘン女性美術家協会(Münchner Künstlerinnenverein)の創立メンバーとなった。
家族の事情で1886年にウィーンに移り、ウィーンではエミール・ヤーコプ・シンドラーに学び、女性画家のオルガ・ヴィジンガー＝フローリアン(1844-1926)とも知り合った。イタリアやオランダを旅し、ヨーロッパ各地の展覧会に出展した。
自分と同じ、貴族の女性に絵を教え初め、リンツで美術学校を開いていたMichaela Pfaffingerが1898年に死去した後、美術学校の校長を引き継いだ。教えた学生には Else Martys やVilma Eckl がいる。1901年にマリー・エグナーら8人の女性芸術家と美術家グループ、「Acht Künstlerinnen (8人の女性芸術家)」を結成し、ウィーンのKunstsalon Piskoで、何度か展覧会を開いた。この展覧会には会員以外の芸術家の作品も招待展示された
。
ヴェルター湖畔のペルトシャッハ・アム・ヴェルターゼーで死去した。

## 作品

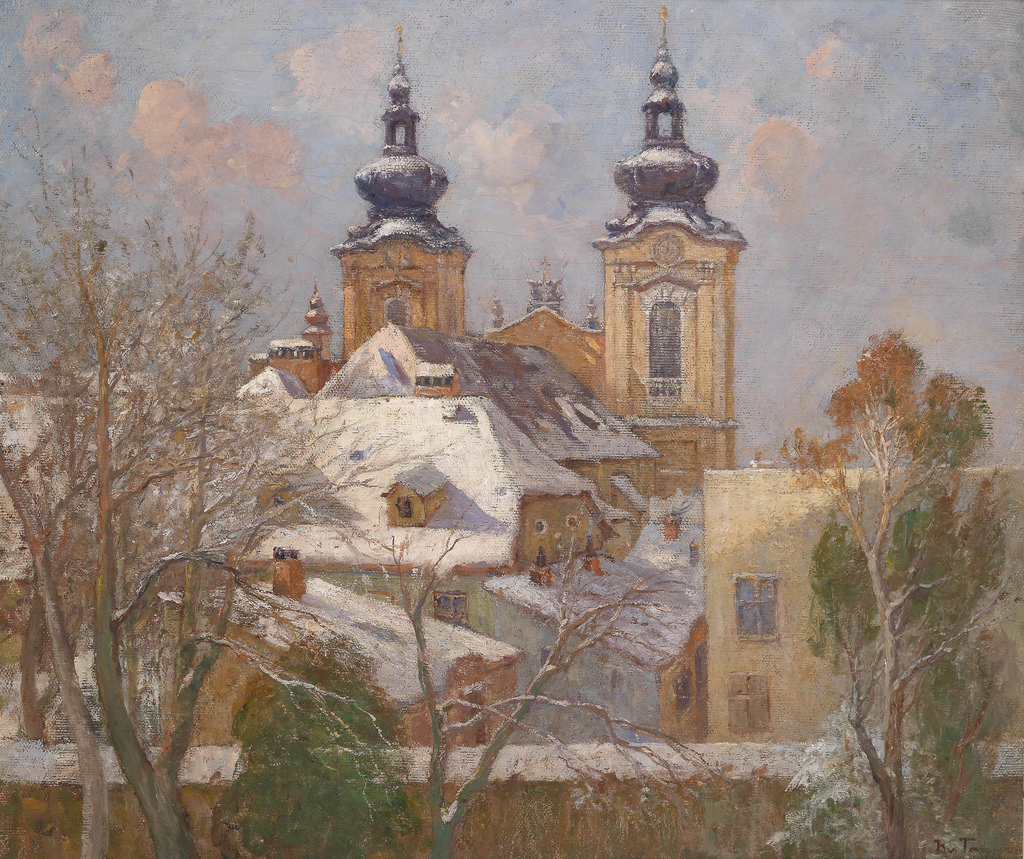
リンツのウルスリネン教会
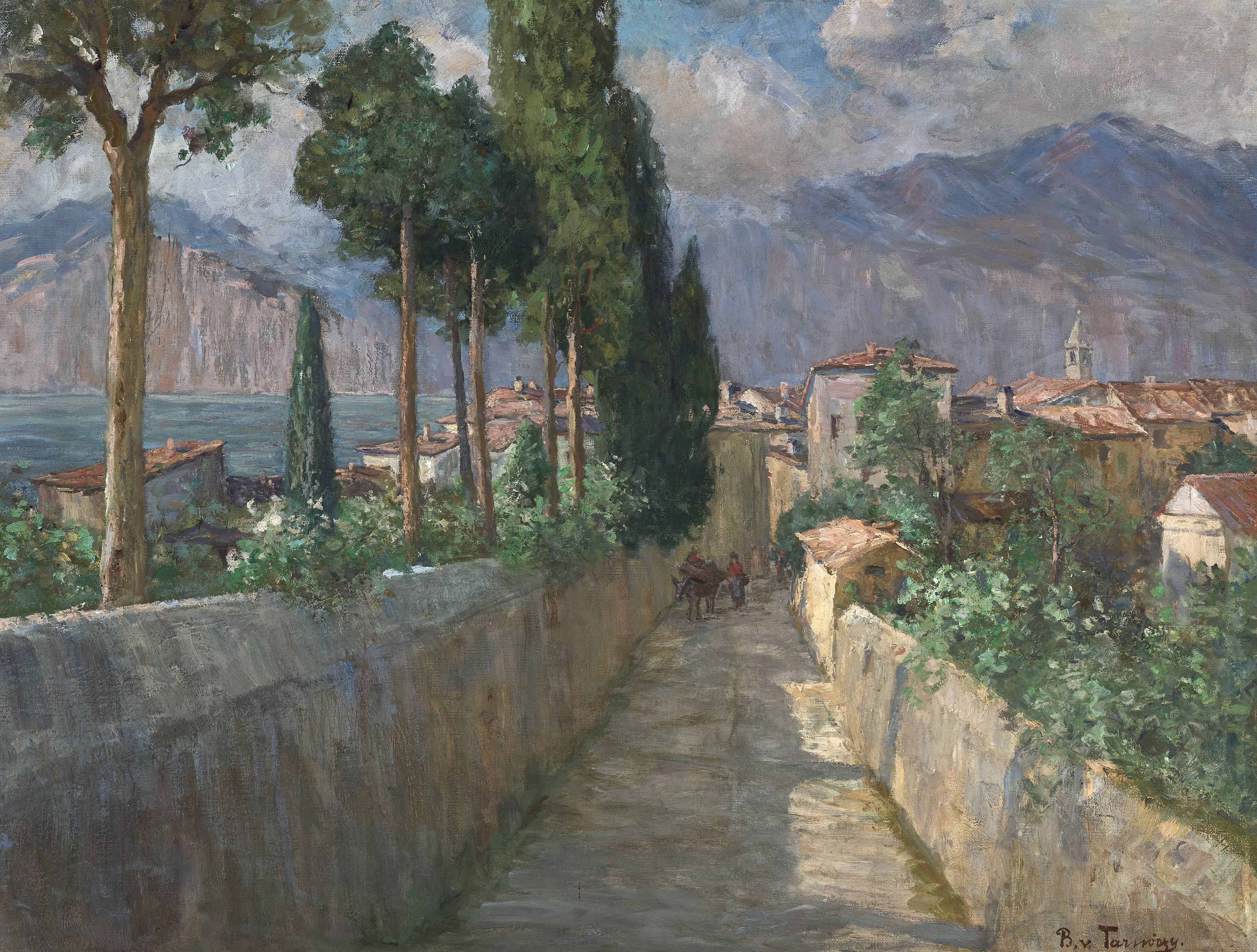
マルチェジネの小道
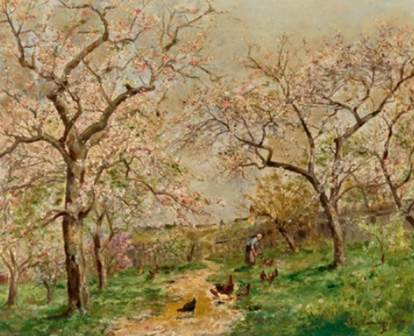
「春」